# Шоколадная фабрика Сушара

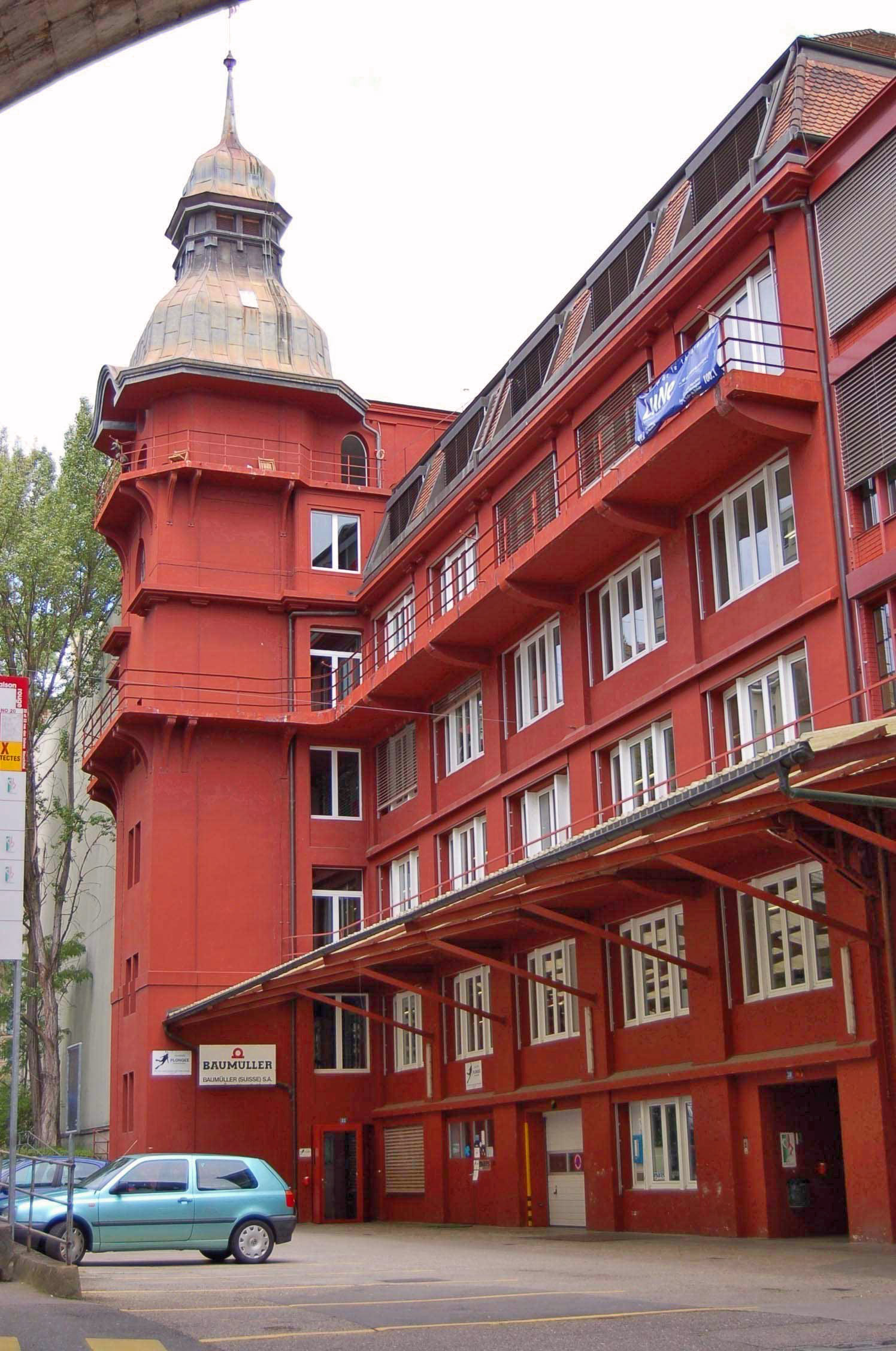
Старая «Красная фабрика» Серьера

Шоколадная фабрика Сушара — шоколадная фабрика, основанная в Серьере (район Невшателя) Филиппом Сушаром в 1826 году. Это была одна из старейших шоколадных фабрик Швейцарии.

## История

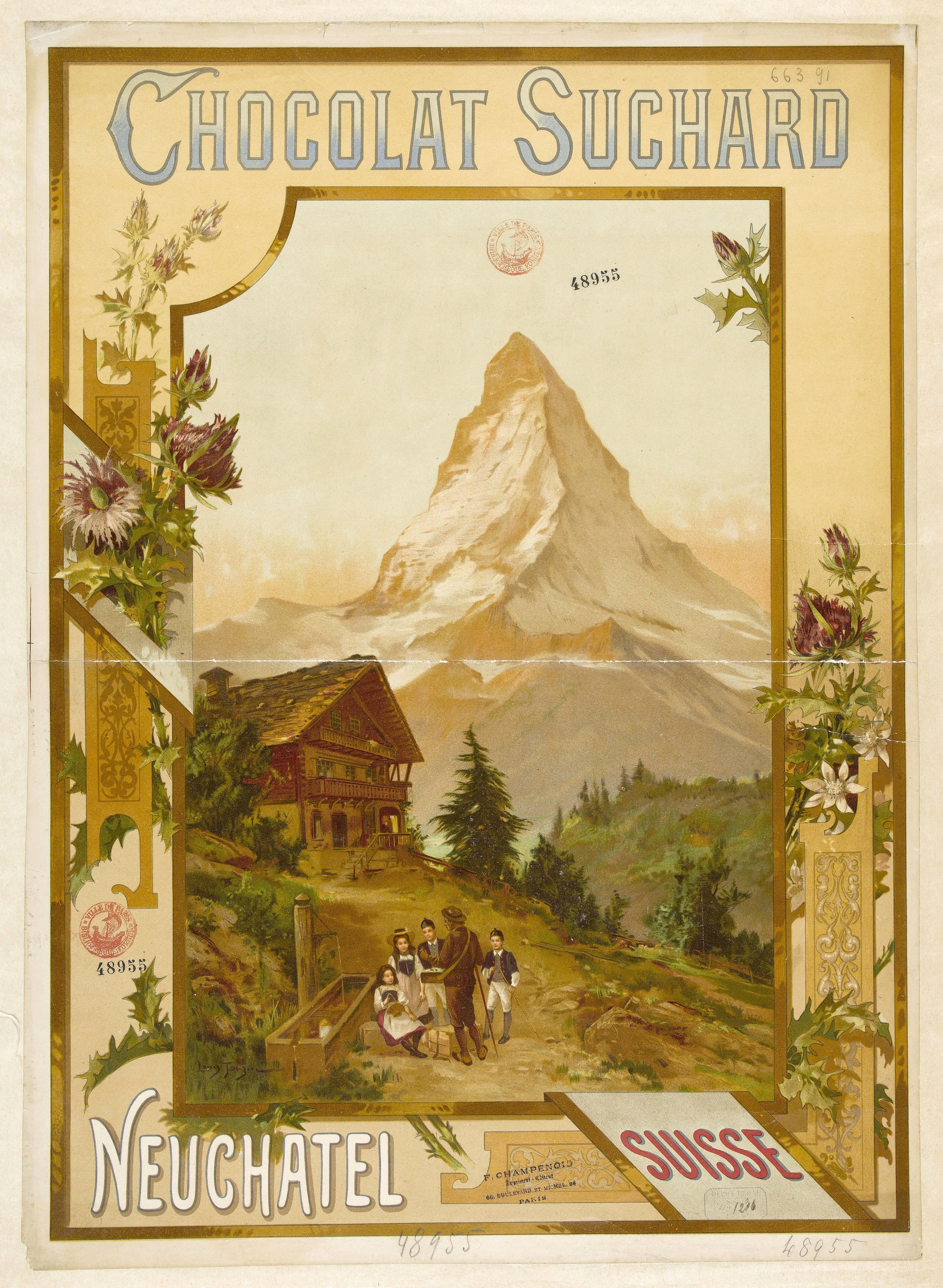
Реклама начала XX века

Шоколадная фабрика Сушара процветала благодаря его сыну Филиппу (1834—1883), а затем зятю Карлу Руссу (1838—1925), который руководил шоколадной компанией с 1884 по 1924 годы. После смерти Филиппа в 1884 году в Невшателе его дочь Эжени Сушард и её муж Карл Русс-Сушар взяли на себя управление его фабрикой. Карл Русс-Сушар открыл первую фабрику Сушара за рубежом в 1880 году в Германии, в Лёррахе.
Завод Сушара использовал гидроэнергию близлежащей реки для работы мельниц. Для производства шоколада использовалась мельница, состоящая из нагретой гранитной плиты и нескольких гранитных валков, движущихся вперед и назад. Эту конструкцию — меланжер — до сих пор используют для измельчения какао-бобов до состояния пасты. В результате шоколад стал более доступным.
Однако шоколад по-прежнему оставался дорогим продуктом, что ограничивало число потенциальных покупателей. В начале своей карьеры шоколатье Сушар испытывал финансовые трудности. Успех пришёл к нему в 1842 году благодаря большому заказу Фридриха Вильгельма IV — короля Пруссии, который также был принцем Невшателя. Это вызвало ажиотаж, и вскоре его шоколад завоевал призы на Большой Лондонской выставке 1851 года и Всемирной выставке в Париже 1855 года. К концу XIX века Сушар стал крупнейшим производителем шоколада.

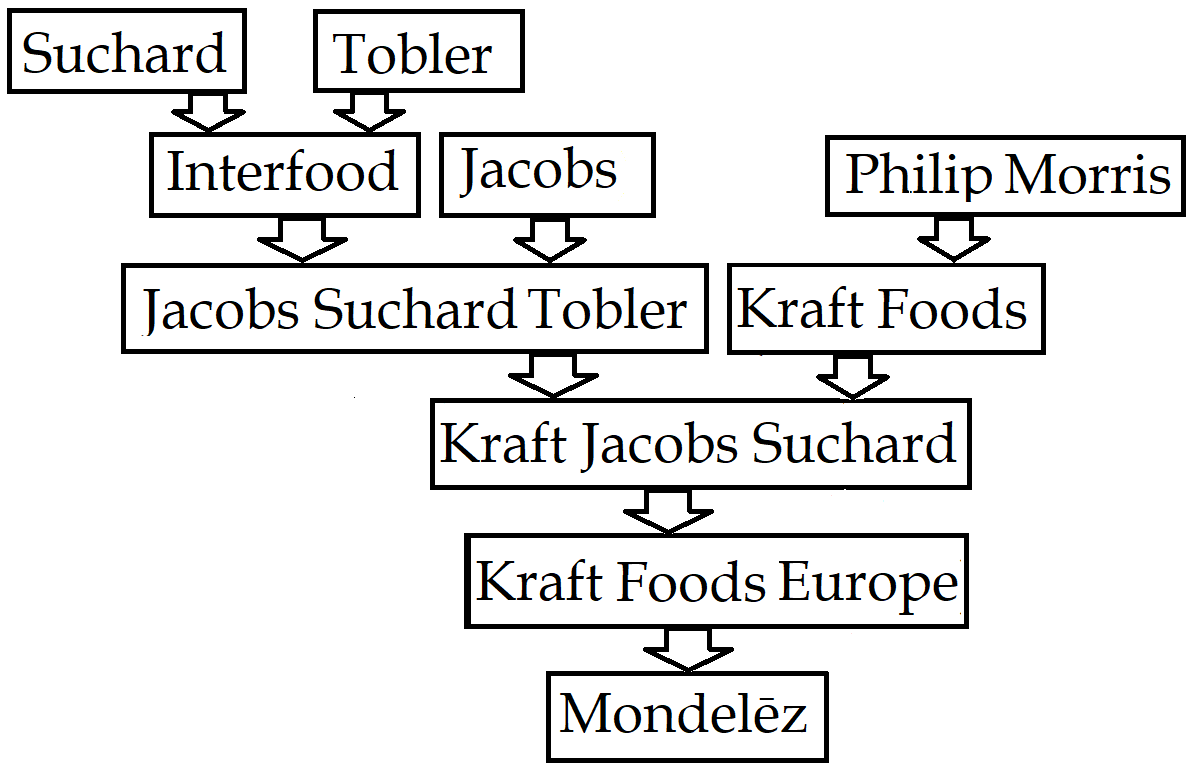
История слияния брендов

В 1896 году, вдохновленный успехом Дэниела Питера, Карл Русс-Сушар создал первую плитку молочного шоколада. В 1901 году компания механизировала производство и запустила на швейцарском рынке шоколадную марку Milka. Карл Русс-Сушар объединил необычную фиолетовую упаковку с раскраской симментальских коров, символизирующей использование молока.
Став акционерным обществом в 1905 году, фирма была преобразована в холдинговую компанию в 1930 году, ознаменовав конец семейного бизнеса после того, как Вилли Расс продал свои акции. Сушар продолжил своё развитие за границей, а также на заводе в Серьере (30 кг шоколада в день в 1826 году, 60 тонн в 1924 году; 100 рабочих в 1875 году, 920 — в конце 1960-х годов) и диверсифицировал свою продукцию различными брендами, такими как Сушар Экспресс (шоколадный напиток) и Sugus (англ., фруктовые конфеты).

## Слияния
В 1970 году Сушар объединился с Тоблер и образовал компанию Interfood. В 1982 году Interfood была приобретена Клаусом Иоганном Джейкобсом и стала частью компании Jacobsuchard. В 1987 году компания Сушар приобрела 66 % акций бельгийской шоколадной компании Côte d’Or (фр.).
В 1990 году Philip Morris, также базирующаяся в Невшателе, объявила о покупке компании Jacobsuchard. В 1993 году компания Philip Morris объединила Kraft General Foods Europe и Jacobsuchard AG, переименовав её в Kraft Jacobsuchard. Позже в 1993 году компания Chocolatuchard была объединена с ещё одной покупкой Philip Morris, Terry’s of York, и образовалась дочерняя компания Terry’suchard. В 2012 году компания выделила свои шоколадные и кондитерские активы в бренд под названием Mondelez International.
Фабрика Сушар в долине Серьер больше не используется для производства. В 1990-х годах Mondelez перенесла производство на фабрику Toblerone в Берне. В 2015 году Mondelez открыла новую линию по производству шоколада Milka и Suchard на своём заводе в Блуденце (Австрия).
Бренд Chocolatuchard был продан Mondelez вместе с Terry’s и пятью фабриками инвестиционной компании Eurazeo, которая в 2016 году основала французскую кондитерскую компанию Carambar & Co.